# Josefin Shakya
Josefin Kristin Shakya, geb. Pettersson-Fagrell, (* 13. Januar 1984 in Stockholm) ist eine ehemalige schwedische Eishockeyspielerin.

## Karriere
Bei den Olympischen Winterspielen 2002 in Salt Lake City gewann Josefin Pettersson mit der schwedischen Nationalmannschaft die Bronzemedaille. Zu diesem Zeitpunkt spielte sie für die Mannschaft der Richfield High School in Richfield im US-Bundesstaat Minnesota. Beim olympischen Turnier in Salt Lake City spielte sie mit Joa Elfsberg und Center Evelina Samuelsson in einer Reihe. Insgesamt absolvierte sie 49 Länderspiele für Schweden, in denen sie drei Tore erzielte.
Später studierte sie an der St. Cloud State University und am Gustavus Adolphus College, wobei sie für deren Eishockeyteams in der Western Collegiate Hockey Association respektive Minnesota Intercollegiate Athletic Conference, jeweils Divisionen der National Collegiate Athletic Association, spielte.
Seit ihrer Heirat trägt sie den Namen Shakya und arbeitet in Eagan im Bundesstaat Minnesota als Physiotherapeutin. In ihrer Freizeit spielt sie weiter Eishockey.

## Erfolge und Auszeichnungen
- 2002 Bronzemedaille bei den Olympischen Winterspielen